# Frontière entre la Gambie et le Sénégal
La frontière entre la Gambie et le Sénégal est la frontière internationale séparant les deux pays.

## Caractéristiques

### Généralités

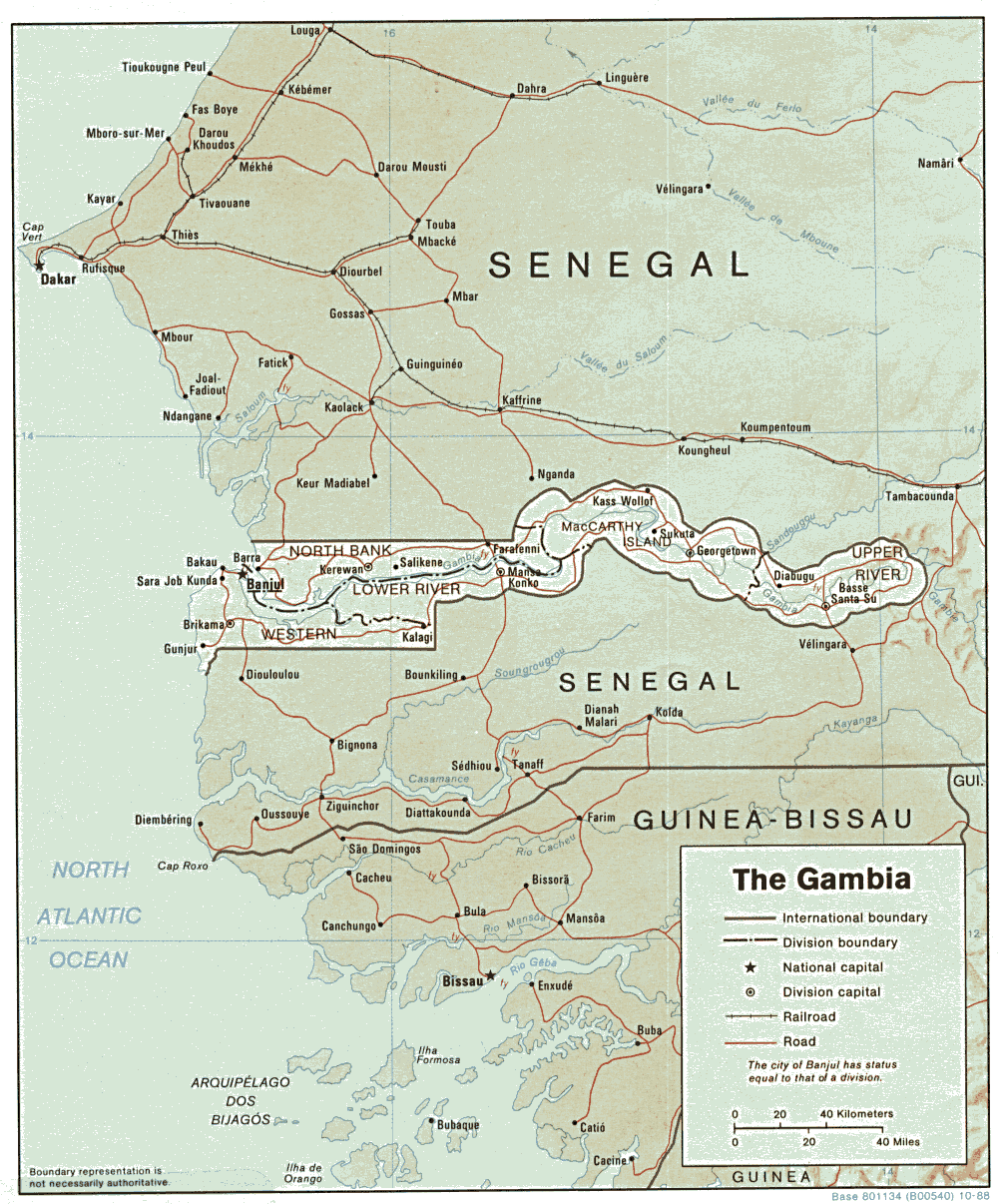
Carte de la Gambie, montrant son quasi-enclavement dans le Sénégal.

La Gambie est un pays d'Afrique de l'Ouest, quasiment enclavé dans le Sénégal. Elle s'étend de part et d'autre du fleuve Gambie, sur une largeur de 20 à 50 km sur chacune de ses rives, ceci sur 320 km de long. Seul l'océan Atlantique permet à la Gambie de ne pas être totalement enclavée dans le territoire sénégalais.
Bien que la Gambie soit le plus petit pays indépendant d'Afrique continentale, il existe plus d'une cinquantaine de frontières terrestres internationales plus petites sur le continent africain, puisqu'elle a la forme d'un ruban mince et long. Pour le Sénégal, il s'agit de sa seconde plus longue frontière internationale, après celle avec la Mauritanie.

### Tracé

#### Frontière terrestre
La frontière terrestre entre les deux pays est globalement composée de deux parties grossièrement orientées d'ouest en est, l'une au nord de la Gambie, l'autre au sud, reliées à leur extrémité orientale par un arc de cercle. Leur physionomie comporte deux zones distinctes :
- À l'ouest, tant au nord qu'au sud, la frontière suit un arc de parallèle (environ 13° 35′ 35″ N au nord, 13° 09′ 52″ N au sud), sur environ 100 km. La seule exception concerne l'extrémité ouest de la partie sud, la frontière suivant le cours du fleuve Allahein en direction du sud-ouest sur une vingtaine de kilomètres.
- À l'est, la frontière enveloppe le fleuve Gambie en suivant à peu près son tracé. Elle consiste alors en une succession d'arcs de cercle.

#### Frontières maritimes
Les frontières maritimes entre les deux pays consistent en deux segments distincts dans l'océan Atlantique, presque intégralement horizontaux, l'un au nord et l'autre au sud.
Au nord, la frontière est définie par un seul segment du parallèle de latitude 13° 35′ 35″ N :
- elle débute à l'est sur la côte, là où la frontière terrestre se termine, vers 13° 35′ 35″ N, 16° 33′ 00″ O
- la limite occidentale n'est pas précisée par le traité, mais les deux pays revendiquant une zone économique exclusive de 200 milles marins (370 km), elle se termine à l'ouest approximativement vers 13° 35′ 35″ N, 20° 00′ 00″ O.

Au sud, la frontière est définie par plusieurs segments :
- elle débute à l'est sur la côte, là encore à la limite de la frontière terrestre, à 13° 03′ 51″ N, 16° 44′ 49″ O
- elle continue vers le sud-ouest jusqu'à 13° 01′ 21″ N, 16° 45′ 19″ O
- elle oblique vers le nord jusqu'à 13° 03′ 27″ N, 16° 45′ 22″ O
- elle suit ensuite le parallèle de latitude 13° 03′ 27″ N ; sa limite occidentale n'est pas non plus précisée par le traité, mais la frontière se termine approximativement vers 13° 07′ 27″ N, 20° 10′ 48″ O

## Histoire

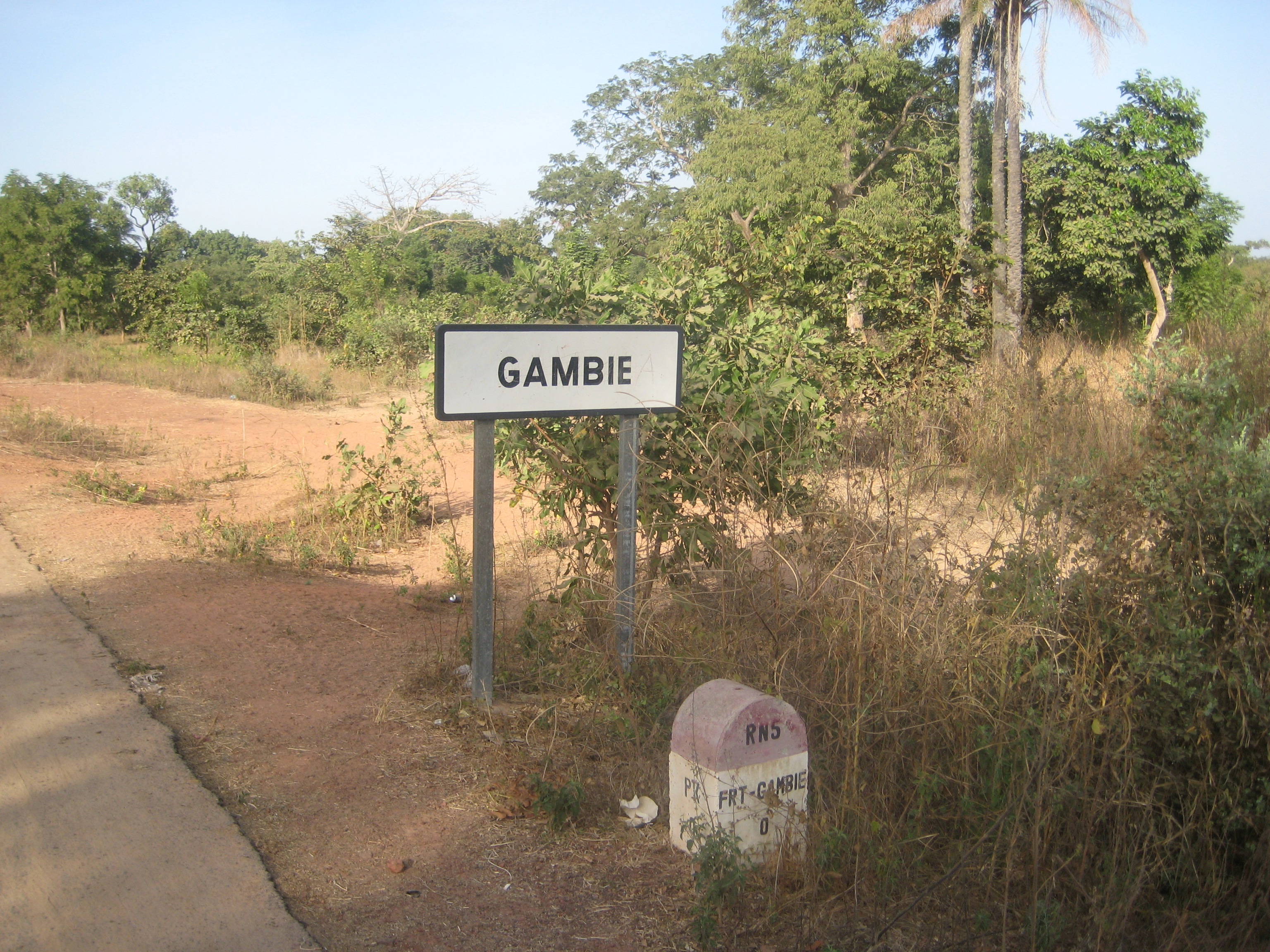
Panneau indicateur.

La frontière terrestre est définie en 1889 lors d'un accord entre la France et le Royaume-Uni, concernant la délimitation entre leurs colonies du Sénégal et de Gambie. Une légende prétend que la distance entre la frontière et le fleuve Gambie correspond à la distance qu'un canon de marine britannique pouvait à l'époque atteindre, mais aucune preuve historique ne soutient cette thèse ; la frontière est par ailleurs délimitée de façon minutieuse par une commission franco-britannique,.
Le Sénégal devient indépendant de la France le 20 juin 1960 comme membre de la Fédération du Mali, dont il fait sécession le 20 août 1960, tandis que la Gambie obtient son indépendance du Royaume-Uni le 18 février 1965.
Les deux pays s'associent en 1982 dans la Confédération de Sénégambie, mais cette organisation est dissoute en 1989.
Les frontières maritimes entre les deux pays sont définies par un traité signé le 4 juin 1975.